# 溫仁親王
溫仁親王（日語：ますひとしんのう、寛政12年正月廿三 - 寛政12年四月初四）（1800年2月15日—1800年4月27日），為日本江戶時代的皇族，光格天皇的第三子。母親是後桃園天皇唯一子女：中宮欣子內親王。同母弟是悅仁親王。
寛政12年三月初七（1800年3月31日），出生後只有44日的溫仁親王被封為儲君（皇太子），三月廿六（4月19日）就接受親王宣下。不過僅僅8日後就去世。